# Kita-ku (Nagoya)
Kita-ku (北区?) è uno dei sedici quartieri amministrativi della città di Nagoya, in Giappone.